# Kybos denticula
Kybos denticula är en insektsart som först beskrevs av David D. Gillette 1898.  Kybos denticula ingår i släktet Kybos och familjen dvärgstritar. Inga underarter finns listade i Catalogue of Life.